# Världsmästerskapen i bågskytte 1955
Världsmästerskapen i bågskytte 1955 arrangerades i Helsingfors i Finland mellan den 19 och 22 juli 1955.

## Medaljsummering

### Recurve
| Event                          | Guld                       | Silver             | Brons                  |
| Herrarnas individuella tävling | Nils Andersson (SWE)       | Robert Rhode (USA) | Bertil Olsson (SWE)    |
| Damernas individuella tävling  | Katarzyna Wisniowska (POL) | Joyce Warner (GBR) | Impi Hartikainen (FIN) |
| Herrarnas lag                  | Sverige                    | Finland            | Belgien                |
| Damernas lag                   | Storbritannien             | Finland            | Polen                  |

### Medaljtabell
| Pl. | Nation         | Guld | Silver | Brons | Totalt |
| --- | -------------- | ---- | ------ | ----- | ------ |
| 1   | Sverige        | 2    | -      | 1     | 3      |
| 2   | Storbritannien | 1    | 1      | -     | 2      |
| 3   | Polen          | 1    | -      | 1     | 2      |
| 4   | Finland        | -    | 2      | 1     | 3      |
| 5   | USA            | -    | 1      | -     | 1      |
| 6   | Belgien        | -    | -      | 1     | 1      |